# 小野静雄
小野 静雄（おの しずお、1947年2月25日 - ）は日本キリスト改革派教会の牧師。日本キリスト教史の専門家。

## 経歴
1947年(昭和22年)愛媛県に生まれる。神戸改革派神学校を卒業した後、日本基督改革派教会の教師になり、1972年(昭和47年)から1974年(昭和49年)まで松山市で開拓伝道と精神薄弱者施設指導員を兼務する。
1974年(昭和49年)から1987年(昭和62年)まで、日本キリスト改革派新居浜教会の牧師を務める。1983年(昭和58年)から1985年(昭和60年)まで四国学院大学非常勤講師をも務め、1987年から名古屋教会の牧師を務め、現在は多治見教会の牧会をする。
東海聖書神学塾の講師や金城学園大学の講師も務める。

## 著書
- 『日本プロテスタント教会史』聖恵授産所出版部、1986年
- 『使徒の働き』いのちのことば社、1995年
- 『日本プロテスタント伝道史』聖恵授産所出版部